# 施皮茨峰

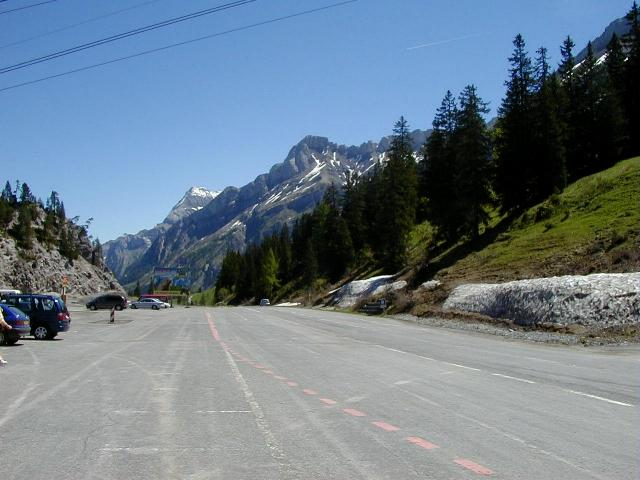

施皮茨峰（德語：Spitzhorn）是瑞士的山峰，位於該國西部，處於伯恩州和瓦萊州接壤的邊界，屬於伯爾尼山的一部分，距離伯爾尼60公里，海拔高度2,807米，每年平均降雨量1,395毫米。